# زاگنانگسک
زاگنانگسک (به لهستانی:  Zagnańsk) یک روستا در لهستان است که در گمینا زاگنانگسک واقع شده‌است. زاگنانگسک ۱٬۷۲۶ نفر جمعیت دارد.